# Journal of Croatian Studies
Journal of Croatian Studies je recenzirani znanstveni letopis Hrvaške akademije Amerike, ki izhaja od leta 1960. Objavlja znanstvene in strokovne prispevke s področja hrvaške književnosti in kulture (kroatistika), s posebnim poudarkom na hrvaških izseljencih in Hrvatih v ZDA, pa tudi s splošnih humanističnih in družboslovnih ved, povezanih s Hrvati, hrvaško identiteto in Hrvaško. Uredila sta jo tudi Jere Jareb in Karlo Mirth. Vse izdaje revije so na voljo v spletni bazi podatkov Filozofskega dokumentacijskega centra.